# Cuticule
Pour les articles homonymes, voir cuticule (poil), cuticule (champignon), cuticule (botanique), cuticule (zoologie) et cuticule (arthropodes).

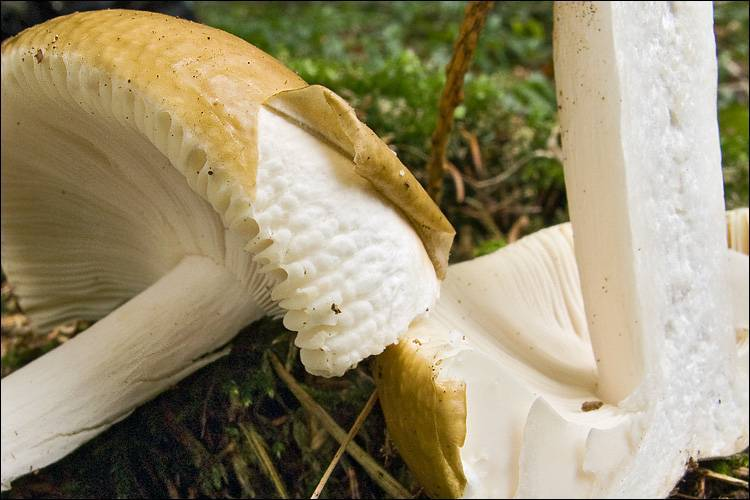
Chez certains champignons comme Russula mustelina, la cuticule se détache facilement de la chair du chapeau.

La cuticule (du latin cuticula « petite peau », diminutif de cutis) est la couche externe qui recouvre et protège les organes aériens des plantes terrestres, des champignons et les organes de certains animaux. Les divers types de cuticules ne sont pas homologues et diffèrent par leur origine, leur structure, leur fonction et leur composition chimique.

## Chez les champignons
En mycologie, la cuticule est la mince peau recouvrant l'hyménophore (le chapeau) du sporophore. Elle est formée d'hyphes différenciés de ceux de la chair et est adnée ou, parfois, partiellement détachable. Elle peut présenter de nombreuses morphologies différentes.

## Chez les plantes

### Bryophytes
Les sporophytes et parfois les gamétophytes des bryophytes montrent une cuticule avec des stomates permettant les échanges gazeux, mais l'évolution et la biochimie de la cuticule des bryophytes, particulièrement difficile à prélever, sont peu connues.

### Plantes vasculaires
La cuticule est une couche protectrice qui recouvre les organes aériens des plantes vasculaires. Elle est composée de dépôts successifs de cire enrobée dans une couche d'acides gras hydrophobes, la cutine ; la cire intracuticulaire est elle-même souvent recouverte de cire épicuticulaire d'une autre nature chimique. Les rôles physiologiques principaux de la cuticule sont liés à sa nature hydrophobe : d'une part elle maintient une zone pauvre en eau à la surface du végétal, ce qui protège la plante de pathogènes (notamment de la germination et du développement des spores de champignons), d'autre part elle limite les pertes de la plante en eau, en ions et en solutés polaires (sucres, acides organiques…). L'évapotranspiration se fait par la transpiration stomatique (90 à 95 %) mais aussi par la transpiration cuticulaire (environ 10 % en plus dans les régions tempérées). Ainsi, une cuticule mince (hygrophytes, tilleul) entretient cette transpiration cuticulaire alors qu'une cuticule épaisse (houx, lierre) est imperméable à l'eau. Dans ce dernier cas, la transpiration est uniquement stomatique. L'absorption de CO2 se fait par l'ouverture variable des stomates, orifices de petite taille présents dans l'épiderme des végétaux, qui permettent des échanges gazeux entre la plante et l'air ambiant. La cuticule cireuse est imperméable aux gaz et ce sont donc les stomates qui exercent un contrôle strict de la diffusion de CO2 dans la feuille. Les cires épicuticulaires sont responsables des reflets bleutés ou glauques des nombreux épidermes (effet de diffraction sur leur ponctuation cuticulaire) et constituent la pruine des fruits.
Certaines racines présentent aussi un épiderme recouvert d'une mince cuticule.

## Chez les animaux

### Arthropodes

Exosquelette chez les arthropodes
A : Cuticule et épiderme ; B : Détails de l'épicuticule. 1 : Épicuticule ; 1a : Cément ; 1b : Cire ; 1c : Épicuticule externe ; 1d : Épicuticule interne. 2 : Exocuticule ; 3 : Endocuticule ; 2+3 : Procuticule ; 4 : Épiderme ; 5 : Membrane basale ; 6 : Cellule de l'épiderme ; 6a : Canal sécréteur de cire ; 7 : Cellule glandulaire ; 8 : Cellule trichogène ; 9 : Cellule tormogène ; 10 : Nerf ; 11 : Sensille ; 12 : Poil ; 13 : Pore glandulaire.

La cuticule est la couche externe sécrétée par l'épiderme des arthropodes et plus largement des cuticulates. Elle ne comporte pas de cellules et constitue l'exosquelette (ou squelette externe) des arthropodes.
Chez les insectes, elle est en général formée de trois couches :
- L’épicuticule est la couche la plus fine de la cuticule (inférieure à 4 µm). Elle est également la plus externe et est imperméable à l'eau. On y trouve la couche de cire, caractéristique des arthropodes terrestres (insectes et arachnides). Elle imperméabilise la cuticule, pour qu’il n’y ait pas de perte d’eau.
- L’exocuticule est la couche intermédiaire de la cuticule. Elle est composée essentiellement de protéines durcies, les tannées, qui sont responsables de la rigidité de la cuticule et minoritairement de chitine. La mélanine également présente donne la coloration brunâtre-noirâtre de nombreux arthropodes.
- L’endocuticule est une couche fine et flexible, constituée d'un mélange de protéines (dont l'arthropodine) et de chitine, appelé mucopolysaccaride.

Au moment de la mue, l'endocuticule se liquéfie sous l'action d'enzymes sécrétées par la glande de mue située au niveau de la tête ou du prothorax (phénomène d'apolyse). Ceci permet à l'animal de se détacher plus facilement de son ancienne peau. Après la mue, la cuticule, souple et élastique, se durcit au contact de l'air. Une grande partie de la matière lysée (liquéfiée) par le phénomène d'apolyse est recyclée (notamment les acides aminés des protéines) pour reformer la nouvelle cuticule. C'est ce qui reste qui sera expulsé sous forme d'exuvie.
Au niveau des articulations, il y a continuité de la cuticule, mais disparition de la couche dure (l'exocuticule), elle forme à cet endroit-là ce qu'on appelle la membrane articulaire.

### Mammifères
En anatomie humaine, la cuticule ou éponychium est la peau qui recouvre la base des ongles. On parle également de cuticule pour désigner la couche externe des cheveux, constituée de plaques de kératine en forme d’écailles.

### Mollusques
La cuticule est une couche externe de la coquille, très souvent vernissée.

### Oiseaux
La cuticule est une protection lipo-protéique déposée sur la coquille d'œuf de certains oiseaux tels que la poule juste avant que l’œuf ne soit pondu. Elle protège l’œuf des agressions extérieures (eau, bactéries). C'est pour cette raison qu'on recommande de ne jamais laver un œuf avant de le stocker.
Chez certains oiseaux comme la caille, la cuticule peut contenir des pigments qui apparaîtront alors comme des taches sur la coquille.

## Principaux rôles de la cuticule
Les rôles principaux de la cuticule sont :
- la séparation avec le milieu extérieur ;
- la protection mécanique : armure ;
- la protection contre la déshydratation ;
- l'adaptation morphologique ;
- l'attachement des muscles au niveau des apodèmes ;
- chez les champignons, une forme d'appel mimétique.

### Sources
- (en) Cet article est partiellement ou en totalité issu de l’article de Wikipédia en anglais intitulé « Cuticle » (voir la liste des auteurs).